# Orneta
Orneta là một thị trấn thuộc huyện Lidzbarski, tỉnh Warmińsko-Mazurskie ở đông-bắc Ba Lan. Thị trấn có diện tích 10 km². Đến ngày 1 tháng 1 năm 2011, dân số của thị trấn là 9145 người và mật độ 950 người/km².